# 얀 찰로운
얀 찰로운(체코어: Jan Čaloun, 1972년 12월 20일 ~ )은 체코의 아이스하키 선수, 지도자로 포지션은 센터이다. 1992년 NHL 드래프트에서 산호세 샤크스의 지명을 받았으며, 북미 마이너리그 등급의 리그에서는 성공했으나 내셔널 하키 리그(NHL)에서는 두드러진 활약을 보이지 않았다. 1998년 동계 올림픽에서 우승한 체코 대표팀의 일원이다.